# گیاه‌پارچ خون‌سرخ
گیاه‌پارچ خون‌سرخ (نام علمی: Nepenthes sanguinea)، یک گونه از سرده گیاه‌پارچ‌ها و بومی شبه جزیره مالزی و جنوبی‌ترین تایلند است که در ارتفاع ۳۰۰ تا ۱۸۰۰ متری رشد می‌کند. پارچ‌ها از نظر اندازه متغیر هستند، از ۱۰ تا ۳۰ سانتی‌متر ارتفاع دارند و از سبز و زرد تا نارنجی و قرمز متغیر هستند. داخل پارچ‌ها معمولاً با دو رنگ اصلی آن خالدار است. این گیاه‌پارچ بزرگ و مقاوم، در حدود سال ۱۸۴۷ توسط شکارچی گیاهان کورنیشی و گیاه‌شناس توماس لوب (Thomas Lobb) از طریق نهالستان ویتچ (Veitch Nurseries) به بریتانیای دوره ویکتوریا معرفی شد.

## کشت
این گیاه‌پارچ کوهستانی را می‌توان روی طاقچه پنجره یا در مناطق نیمه‌سایه بیرون و همچنین در تراریوم پرورش داد، مشروط بر اینکه به اندازه کافی بزرگ باشد که بتواند این گیاه‌پارچ را در خود جای دهد.

## دورگه‌های طبیعی
- گیاه‌پارچ یقه‌سفید × گیاه‌پارچ خون‌سرخ[۵][۸]
- گیاه‌پارچ مکفارلن × گیاه‌پارچ خون‌سرخ[۹]
- گیاه‌پارچ شاخه‌مهمیز × گیاه‌پارچ خون‌سرخ[۹]